# František Pokorný
František Pokorný (Zlín, 31 agosto 1933 – Blansko, 6 gennaio 2014) è stato un cestista cecoslovacco.

## Carriera
Con la Cecoslovacchia ha disputato i Campionati europei del 1961.

## Palmarès
- Campionato cecoslovacco: 4

Spartak ZJŠ Brno: 1957-58, 1961-62, 1962-63, 1963-64